# Miami Open 2017
Die Miami Open 2017 waren ein Tennisturnier der WTA Tour 2017 für Damen und ein Tennisturnier der ATP World Tour 2017 für Herren auf Key Biscayne bei Miami, welche zeitgleich vom 21. März bis 2. April 2017 stattfanden. Ausgetragen wurde es im Tennis Center at Crandon Park.

## Herrenturnier
→ Hauptartikel: Miami Open 2017/Herren
→ Qualifikation: Miami Open 2017/Herren/Qualifikation

## Damenturnier
→ Hauptartikel: Miami Open 2017/Damen
→ Qualifikation: Miami Open 2017/Damen/Qualifikation